# Dalea kuntzei
Dalea kuntzei är en ärtväxtart som beskrevs av Carl Ernst Otto Kuntze. Dalea kuntzei ingår i släktet Dalea, och familjen ärtväxter. Inga underarter finns listade i Catalogue of Life.